# Сан Карло Канавезе
Сан Карло Канавезе (итал. San Carlo Canavese) је насеље у Италији у округу Торино, региону Пијемонт.
Према процени из 2011. у насељу је живело 3011 становника. Насеље се налази на надморској висини од 364 м.

## Становништво
Према резултатима пописа становништва 2011. у општини је живело 3.874 становника.
| 1931. | 1936. | 1951. | 1961. | 1971. | 1981. | 1991. | 2001. | 2011. |
| ----- | ----- | ----- | ----- | ----- | ----- | ----- | ----- | ----- |
| 2.064 | 1.710 | 1.792 | 2.031 | 2.811 | 3.089 | 3.368 | 3.548 | 3.874 |